# Міста Соломонових Островів
Міста Соломонових Островів.
На Соломонових Островах налічується понад 10 міст із населенням більше 800 осіб. 1 місто має населення понад 50 тисяч, 8 міст - від 1 до 10 тисяч, решта - менше 1 тисячі.
Нижче перелічено 5 найбільших міст із населенням понад 2 тисячі 
| Назва    | Населення (2009) |
| -------- | ---------------- |
| Хоніара  | 64 609           |
| Аукі     | 5 105            |
| Ґізо     | 3 547            |
| Норо     | 3 365            |
| Кіракіра | 2 074            |